# Saison 2 de New Girl
Chronologie
Saison 1 Saison 3
La deuxième saison de New Girl, série télévisée américaine, est composée de vingt-cinq épisodes et a été diffusée du 25 septembre 2012 au 14 mai 2013 sur Fox, aux États-Unis.

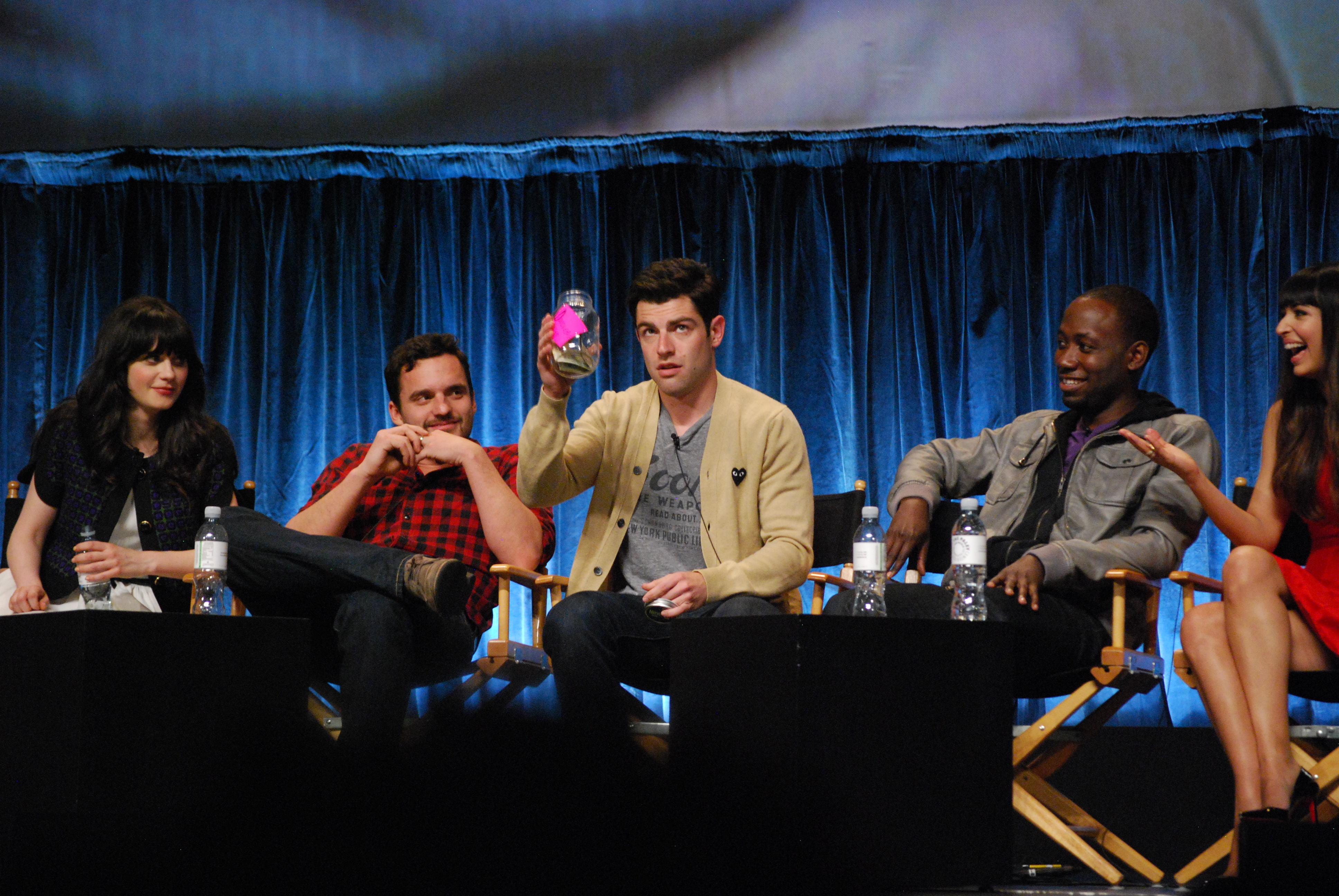
De gauche à droite Zooey Deschanel, Jake Johnson, Max Greenfield, Lamorne Morris et Hannah Simone.

## Synopsis
Après des déboires amoureux, une jeune femme va s'installer à Los Angeles, en colocation avec trois hommes.

## Distribution

### Acteurs principaux
- Zooey Deschanel (VF : Barbara Beretta) : Jessica « Jess » Day
- Jake Johnson (VF : Nicolas Beaucaire) : Nick Miller
- Max Greenfield (VF : Sébastien Desjours) : Schmidt
- Lamorne Morris (VF : Raphaël Cohen) : Winston Bishop
- Hannah Simone (VF : Fily Keita) : Cecilia « Cece » Parekh

### Acteurs récurrents
- Rachael Harris (VF : Gwenaëlle Jegou) : Tanya Lamontagne[2] (épisode 1)
- Kali Hawk (en) (VF : Élodie Ben) : Shelby
- Dermot Mulroney (VF : Renaud Marx) : Russell
- June Diane Raphael (VF : Olivia Dutron) : Dr Sadie
- Satya Bhabha (en) (VF : Cédric Barbereau) : Shrivang
- Carla Gugino (VF : Marjorie Frantz) : Emma
- Olivia Munn (VF : Olivia Nicosia) : Angie
- Nelson Franklin (en) (VF : Jérôme Frossard) : Robby[3]
- David Walton (VF : Franck Monsigny) : Sam[2]

### Invités
- Parker Posey : Casey[4] (épisode 1)
- Anna Maria Horsford (VF : Maïk Darah) : Charmaine[5] (épisode 2)
- Josh Braaten (en) (VF : Geoffrey Vigier) : Andy (épisode 2)
- Raymond J. Barry (VF : Pierre Dourlens) : Nick, plus âgé[6] (épisode 2)
- Josh Gad : Bearclaw (épisode 2)
- Keenyah Hill (VF : Pauline de Meurville) : Alisha (épisode 2)
- Taryn Southern : Megan (épisode 3)
- Anisha Adusumilli (VF : Pauline de Meurville) : April (épisode 3)
- Rebecca Delgado Smith : Courtney (épisode 3)
- Charlie Saxton (en) (VF : Brice Ournac) : Chaz (épisode 4)
- Morgan Krantz : Fife (épisode 4)
- Jinny Chung : Sutton (épisode 4)
- Jasmine Di Angelo : Brorie (épisode 4)
- Rebecca Reid (VF : Bénédicte Bosc) : Nadia (épisode 5)
- Maria Thayer : Amelia[7] (épisode 6)
- Nate Hartley (de) (VF : Brice Ournac) : le jeune homme déguisé en Frankenstein (épisode 6)
- Zoë Hall (VF : Pauline de Meurville) : la jeune femme déguisée en infirmière démon (épisode 6)
- Molly Cheek : Marion (épisode 7)
- Ralph Ahn : Tran (épisode 7)
- Jamie Lee Curtis (VF : Véronique Augereau) : Joan (épisode 8)
- Rob Reiner (VF : Richard Leblond) : Bob Day, le père de Jess (épisode 8)
- Rob Riggle (VF : Constantin Pappas) : Big Schmidt[8] (épisode 8)
- Dennis Farina (VF : Jean Barney) : Walt Miller, père de Nick (épisodes 13 et 23)
- Brooklyn Decker : Holly[9] (épisode 15)
- Brenda Song (VF : Julie Turin) : Daisy[10] (épisodes 15, 17 et 23)
- Steve Howey : Jax McTavish[11] (épisode 18)
- Odette Annable (VF : Victoria Grosbois) : Shane[12] (épisode 19)
- Margo Martindale (VF : Coco Noël) : Bonnie, la mère de Nick[13] (épisode 20)
- Nick Kroll : Jamie, jeune frère de Nick[14] (épisode 20)
- Bill Burr : Bobby, cousin de Nick[14] (épisode 20)
- Ellen Albertini Dow : Ruthie, tante de Nick[14] (épisode 20)
- Merritt Wever (VF : Catherine Desplaces) : Elizabeth[15] (épisode 23)
- Dylan O'Brien (VF : Benjamin Bollen) : le jeune homme que Jess a rencontré au bal de promo[16] (épisode 23)
- Johnny Pemberton (VF : Olivier Podesta) : Prom Date (épisode 23)
- Christopher Wallinger (VF : Olivier Podesta) : Teddy Sherman (épisode 23)
- Taylor Swift : Elaine[17] (épisode 25)

## Production
Le 9 avril 2012, la série a été renouvelée pour cette deuxième saison de vingt-deux épisodes. Le 22 octobre 2012, la Fox a commandé 2 épisodes supplémentaires, ce qui fera un total de vingt-quatre épisodes. Le 16 mars 2013, un épisode de plus a été commandé portant cette saison à vingt-cinq épisodes.

### Attribution des rôles
En juillet 2012, Niecy Nash décroche un rôle un rôle d'invité mais n'apparaîtra pas. Leslie Mann décroche aussi un rôle mais est remplacée par Parker Posey.
En septembre 2012, Carla Gugino, Jamie Lee Curtis et Rob Reiner obtiennent un rôle le temps de plusieurs épisodes dans la saison.
Plus tard en septembre 2012, Olivia Munn a obtenu un rôle le temps de trois épisodes dans la saison.
En novembre 2012, Dennis Farina a obtenu un rôle le temps de deux épisodes dans la saison.

### Diffusions
Aux États-Unis, la saison a été diffusée en simultanée depuis le 25 septembre 2012 sur Fox et sur Citytv, au Canada.
La diffusion francophone va se dérouler ainsi :
- En Suisse, elle a été diffusée du 3 novembre 2013[25] au 26 janvier 2014 sur RTS Un ;
- En France, du 4 janvier 2014 au 25 janvier 2014 sur TF6[26] et du 16 mai 2014 au 1er août 2014 sur M6[27] ;
- Au Québec la saison a été diffusée du 9 avril 2015 au 3 décembre 2015 sur VRAK ;
- Aucune information n'est connue concernant la Belgique.

## Liste des épisodes

### Épisode 1:La Soirée de tous les dangers
- États-Unis /  Canada : 25 septembre 2012 sur Fox[28] / Citytv
- Suisse : 3 novembre 2013 sur RTS Un[25]
- France :
  - 4 janvier 2014 sur TF6[26]
  - 16 mai 2014 sur M6[27]
- Québec : 9 avril 2015 sur VRAK[29]

- États-Unis : 5,35 millions de téléspectateurs[30] (première diffusion)

- Parker Posey (Casey)

### Épisode 2:Katie la tigresse
- États-Unis /  Canada : 25 septembre 2012 sur Fox / Citytv
- Suisse : 10 novembre 2013 sur RTS Un[31]
- France :
  - 4 janvier 2014 sur TF6[26]
  - 16 mai 2014 sur M6[27]
- Québec : 16 avril 2015 sur VRAK

- États-Unis : 5,18 millions de téléspectateurs[30] (première diffusion)

- Josh Gad (Bearclaw)
- Anna Maria Horsford (Charmaine)
- Keenyah Hill (Alisha)
- Josh Braaten (Andy)
- Raymond J. Barry (Nick, plus âgé)

### Épisode 3:Le Stimulateur affectif
- États-Unis /  Canada : 2 octobre 2012 sur Fox / Citytv
- Suisse : 10 novembre 2013 sur RTS Un[31]
- France :
  - 4 janvier 2014 sur TF6[26]
  - 23 mai 2014 sur M6[27]
- Québec : 23 avril 2015 sur VRAK

- États-Unis : 4,99 millions de téléspectateurs[32] (première diffusion)

- Taryn Southern (Megan)
- Anisha Adusumilli (April)
- Rebecca Delgado Smith (Courtney)

### Épisode 4:Ô vieillesse ennemie
- États-Unis /  Canada : 9 octobre 2012 sur Fox / Citytv
- Suisse : 17 novembre 2013 sur RTS Un[33]
- France :
  - 4 janvier 2014 sur TF6[26]
  - 23 mai 2014 sur M6[27]
- Québec : 30 avril 2015 sur VRAK

- États-Unis : 4,94 millions de téléspectateurs[34] (première diffusion)

- Charlie Saxon (Chaz)
- Morgan Krantz (Fife)
- Jinny Chung (Sutton)
- Jasmine Di Angelo (Brorie)

### Épisode 5:Top model réduit
- États-Unis /  Canada : 23 octobre 2012 sur Fox / Citytv
- Suisse : 17 novembre 2013 sur RTS Un[31]
- France :
  - 4 janvier 2014 sur TF6[26]
  - 30 mai 2014 sur M6[27]
- Québec : 7 mai 2015 sur VRAK

- États-Unis : 5,16 millions de téléspectateurs[35] (première diffusion)

- Rebecca Reid (Nadia)

### Épisode 6:Halloween
- États-Unis /  Canada : 30 octobre 2012 sur Fox / Citytv
- Suisse : 24 novembre 2013 sur RTS Un[36]
- France :
  - 4 janvier 2014 sur TF6[26]
  - 30 mai 2014 sur M6[27]
- Québec : 14 mai 2015 sur VRAK

- États-Unis : 4,75 millions de téléspectateurs[37] (première diffusion)

- Maria Thayer (Amelia)

### Épisode 7:L'exception qui confirme les règles
- États-Unis /  Canada : 13 novembre 2012 sur Fox / Citytv
- Suisse : 24 novembre 2013 sur RTS Un[36]
- France :
  - 4 janvier 2014 sur TF6[26]
  - 6 juin 2014 sur M6[27]
- Québec : 21 mai 2015 sur VRAK

- États-Unis : 4,35 millions de téléspectateurs[38] (première diffusion)

- Molly Cheek (Marion)
- Ralph Ahn (Tran)

### Épisode 8:Thanksgiving en famille
- États-Unis /  Canada : 20 novembre 2012 sur Fox / Citytv
- Suisse : 1er décembre 2013 sur RTS Un[36]
- France :
  - 11 janvier 2014 sur TF6[26]
  - 6 juin 2014 sur M6[27]
- Québec : 28 mai 2015 sur VRAK

- États-Unis : 4,11 millions de téléspectateurs[39] (première diffusion)

- Jamie Lee Curtis (Joan)
- Rob Reiner (Bob)
- Rob Riggle (Big Schmidt)

### Épisode 9:Esprits féconds
- États-Unis /  Canada : 27 novembre 2012 sur Fox / Citytv
- Suisse : 1er décembre 2013 sur RTS Un[36]
- France :
  - 11 janvier 2014 sur TF6[26]
  - 13 juin 2014 sur M6[27]
- Québec : 4 juin 2015 sur VRAK

- États-Unis : 4,12 millions de téléspectateurs[40] (première diffusion)

- Kay Cannon (Melissa)

### Épisode 10:Le Supplice de la baignoire
- États-Unis /  Canada : 4 décembre 2012 sur Fox / Citytv
- Suisse : 8 décembre 2013 sur RTS Un[36]
- France :
  - 11 janvier 2014 sur TF6[26]
  - 13 juin 2014 sur M6[27]
- Québec : 11 juin 2015 sur VRAK

- États-Unis : 4,1 millions de téléspectateurs[41] (première diffusion)

- Jeff Kober (Remy)

### Épisode 11:Le Père-Noël existe
- États-Unis /  Canada : 11 décembre 2012 sur Fox / Citytv
- Suisse : 8 décembre 2013 sur RTS Un[36]
- France :
  - 11 janvier 2014 sur TF6[26]
  - 20 juin 2014 sur M6[27]
- Québec : 27 août 2015 sur VRAK

- États-Unis : 4,18 millions de téléspectateurs[42] (première diffusion)

- David Walton (Sam)

### Épisode 12:La Fée verte
- États-Unis /  Canada : 8 janvier 2013 sur Fox / Citytv
- Suisse : 15 décembre 2013 sur RTS Un[36]
- France :
  - 11 janvier 2014 sur TF6[26]
  - 20 juin 2014 sur M6[27]
- Québec : 3 septembre 2015 sur VRAK

- États-Unis : 3,78 millions de téléspectateurs[43] (première diffusion)

- David Walton (Sam)

### Épisode 13:Un amour de père
- États-Unis /  Canada : 15 janvier 2013 sur Fox / Citytv
- Suisse : 15 décembre 2013 sur RTS Un[36]
- France : 18 janvier 2014 sur TF6[26]
  - 27 juin 2014 sur M6[27]
- Québec : 10 septembre 2015 sur VRAK

- États-Unis : 3,65 millions de téléspectateurs[44] (première diffusion)

- Dennis Farina (Walt Miller)
- Nelson Franklin (Robby)

### Épisode 14:Pepperwood mène l'enquête
- États-Unis /  Canada : 22 janvier 2013 sur Fox / Citytv
- Suisse : 22 décembre 2013 sur RTS Un[36]
- France :
  - 18 janvier 2014 sur TF6[26]
  - 27 juin 2014 sur M6[27]
- Québec : 17 septembre 2015 sur VRAK

- États-Unis : 4,05 millions de téléspectateurs[45] (première diffusion)

- Nate Corddry (Edgar)

### Épisode 15:Un baiser pas volé
- États-Unis /  Canada : 29 janvier 2013 sur Fox / Citytv
- Suisse : 22 décembre 2013 sur RTS Un[36]
- France :
  - 18 janvier 2014 sur TF6[26]
  - 4 juillet 2014 sur M6[27]
- Québec : 24 septembre 2015 sur VRAK

- États-Unis : 4,74 millions de téléspectateurs[46] (première diffusion)

- Brooklyn Decker (Holly)
- Brenda Song (Daisy)

### Épisode 16:La Table 34
- États-Unis /  Canada : 5 février 2013 sur Fox / Citytv
- Suisse : 29 décembre 2013 sur RTS Un[36]
- France :
  - 18 janvier 2014 sur TF6[26]
  - 4 juillet 2014 sur M6[27]
- Québec : 1er octobre 2015 sur VRAK

- États-Unis : 4,83 millions de téléspectateurs[47] (première diffusion)

- Meera Simhan (Anu)
- Andy Giala (Rajiv)

### Épisode 17:Tout le monde veut prendre la place
- États-Unis /  Canada : 19 février 2013 sur Fox / Citytv
- Suisse : 29 décembre 2013 sur RTS Un[36]
- France :
  - 18 janvier 2014 sur TF6[26]
  - 11 juillet 2014 sur M6[27]
- Québec : 8 octobre 2015 sur VRAK

- États-Unis : 4,31 millions de téléspectateurs[48] (première diffusion)

- Brenda Song (Daisy)

### Épisode 18:L'Étainfinité
- États-Unis /  Canada : 26 février 2013 sur Fox / Citytv
- Suisse : 5 janvier 2014 sur RTS Un[36]
- France :
  - 18 janvier 2014 sur TF6[26]
  - 11 juillet 2014 sur M6[27]
- Québec : 15 octobre 2015 sur VRAK

- États-Unis : 4,29 millions de téléspectateurs[49] (première diffusion)

- Steve Howey (Jax)

### Épisode 19:Noyer le poisson
- États-Unis /  Canada : 19 mars 2013 sur Fox[50] / Citytv
- Suisse : 5 janvier 2014 sur RTS Un[36]
- France :
  - 25 janvier 2014 sur TF6[26]
  - 18 juillet 2014 sur M6[27]
- Québec : 22 octobre 2015 sur VRAK

- Odette Annable (Shane)

### Épisode 20:Quatre amis et un enterrement
- États-Unis /  Canada : 26 mars 2013 sur Fox / Citytv
- Suisse : 12 janvier 2014 sur RTS Un[36]
- France :
  - 25 janvier 2014 sur TF6[26]
  - 18 juillet 2014 sur M6[27]
- Québec : 29 octobre 2015 sur VRAK

- États-Unis : 4,19 millions de téléspectateurs[52] (première diffusion)

- Margo Martindale (Bonnie)
- Nick Kroll (Jamie)
- Bill Burr (Bobby)
- Ellen Albertini Dow (Ruthie, la vieille tante)

### Épisode 21:Les Maudits du rencard
- États-Unis : 4 avril 2013 sur Fox[53]
- Canada : 21 mai 2013 sur Citytv[54]
- Suisse : 12 janvier 2014 sur RTS Un[36]
- France :
  - 25 janvier 2014 sur TF6[26]
  - 25 juillet 2014 sur M6[27]
- Québec : 5 novembre 2015 sur VRAK

- États-Unis : 4,77 millions de téléspectateurs[55] (première diffusion)

- Dermot Mulroney (Russell)
- Steve Agee (Outside Dave)

Nick propose à Jess de sortir mais ils sont tous les deux d'accord sur le fait que ce n'est pas un rendez-vous galant. Leur sortie se passe bien jusqu'à ce qu'ils rencontrent Russell, l'ex de Jess, qui leur demande de dire, sincèrement, ce qu'il y a entre eux.

### Épisode 22:Le petit oiseau va sortir
- États-Unis /  Canada : 9 avril 2013 sur Fox / Citytv
- Suisse : 19 janvier 2014 sur RTS Un[36]
- France :
  - 25 janvier 2014 sur TF6[26]
  - 25 juillet 2014 sur M6[27]
- Québec : 12 novembre 2015 sur VRAK

- Rebecca Reid (Nadia)

### Épisode 23:Toute première fois
- États-Unis /  Canada : 30 avril 2013 sur Fox / Citytv
- Suisse : 19 janvier 2014 sur RTS Un[36]
- France :
  - 25 janvier 2014 sur TF6[26]
  - 1er août 2014 sur M6[27]
- Québec : 19 novembre 2015 sur VRAK

- États-Unis : 3,57 millions de téléspectateurs[57] (première diffusion)

- Dennis Farina (Walt)
- Brenda Song (Daisy)
- Dylan O'Brien (l'homme)
- Christopher Wallinger (Teddy)
- Lauren Weedman (Mysteria)
- Carla Renata (Octopussy)
- Johnny Pemberton (Prom Date)

### Épisode 24:Yolanda Winston
- États-Unis /  Canada : 7 mai 2013 sur Fox / Citytv
- France :
  - 25 janvier 2014 sur TF6[26]
  - 1er août 2014 sur M6[27]
- Suisse : 26 janvier 2014 sur RTS Un[36]
- Québec : 26 novembre 2015 sur VRAK

- États-Unis : 3,94 millions de téléspectateurs[58] (première diffusion)

- Rob Reiner (Bob Day)
- Mary Lynn Rajskub (Peg)
- Merritt Wever (Elizabeth)

Nick et Jess ont passé la nuit ensemble, seulement leur matinée est perturbée par l'arrivée inattendue du père de Jess. Elle interdit à Nick de parler de leur relation mais elle est obligée de s'absenter et de les laisser ensemble.
Schmidt renoue des liens avec son ancienne petite amie, Elizabeth.

### Épisode 25:Mariage à Bollywood
- États-Unis /  Canada : 14 mai 2013 sur Fox[59] / Citytv
- France :
  - 25 janvier 2014 sur TF6[26]
  - 1er août 2014 sur M6[26]
- Suisse : 26 janvier 2014 sur RTS Un[36]
- Québec : 3 décembre 2015 sur VRAK

- États-Unis : 4,07 millions de téléspectateurs[60] (première diffusion)

- Taylor Swift (Elaine)
- Rob Reiner (Bob Day)